# Hilda Tloubatla
Hilda Semola Tloubatla (* 1942 in Payneville (Springs)) ist eine südafrikanische Weltmusik- und Jazzsängerin.
Tlubatla verbrachte ihre Kindheit in Payneville, bevor sie 1951 mit ihrer Familie in das Township Kwa-Thema zwangsweise umgesiedelt wurden. Sie sang zunächst im Kirchenchor, aber auch bei Tanzveranstaltungen und Jamsessions. Bereits um 1960 entstanden erste Aufnahmen für den Rundfunk. 1964 wurde sie Gründungsmitglied der Mahotella Queens, als deren Leadsängerin sie auf zahlreichen Aufnahmen vertreten ist und den Mbaqanga bekannt machte. 1968 unterbrach sie ihre Karriere, um zu heiraten und drei Töchter großzuziehen. 1984, als die Gruppe wiederbelebt wurde, stieg sie wieder ein, um bald weltweit zu touren. Sie ist als Solistin auch auf Alben von Ray Lema, Joy Denalane und Art of Noise zu hören.
2005 wurde ihr der Ikhamanga-Orden in Bronze für ihre Verdienste um die Musik verliehen.